# Bryony Pitman
Bryony Pitman (Brighton, 13 marzo 1997) è un'arciera britannica.

## Palmarès
- Mondiali

's-Hertogenbosch 2019: bronzo nella gara a squadre.
- Giochi europei

Minsk 2019: oro nella gara a squadre.
Cracovia 2023: oro nella gara a squadre.